# 이임생
이임생(李林生, 1971년 11월 18일~)은 대한민국의 전 축구 선수 출신 축구 감독이다. 현역 시절 포지션은 수비수였다.
강화 출생으로 부평동중학교, 부평고등학교, 고려대학교를 졸업하였다. 터프한 스타일로 인하여 '망치'라는 별명이 붙었다. 고향이 '강화군'인 점에 착안하여 '강화도령'이라는 별명으로 불리기도 하였다.

## 구단 경력
1994년 유공 코끼리 (현 제주 유나이티드 FC)에서 데뷔하여, 2000년 K리그 준우승 등에 공헌하였다. 2003년 부산 아이콘스로 이적하였다.
하지만 잦은 부상과 체력적인 한계 등으로 2003년 11월 26일에 현역 은퇴를 선언하였다.
1998년, 1999년, 2000년, 2002년 'K리그 올스타'에 선정되었다.

## 국가대표팀 경력
1992년 하계 올림픽 그리고 1996년 하계 올림픽에는 연령 초과 선수로 참가하였다.
1992년 10월 21일 아랍에미리트와의 친선경기에서 데뷔하여, 1998년 FIFA 월드컵, 2000년 AFC 아시안컵 등의 많은 대회에서 뛰었다. 특히 1998년 FIFA 월드컵에서 예선 3차전 벨기에전에서는 머리에 큰 부상을 입었음에도 불구하고, 붕대를 동여매고 경기에 계속 뛰는 투혼을 보여준것처럼 보였지만, 사실은 교체 카드가 없어서 뛰어야 하는 상황이었다.

## 지도자 경력
2003년 은퇴 이후에 수원 삼성 블루윙즈에서 트레이너로 활동하였고, 2006년 수원의 코치로 승격하였으나 2009년 시즌 이후 사임하였다.
싱가포르의 홈 유나이티드 FC에서 감독직을 수행하다 2014 시즌을 마지고 팀을 떠난 후, 2014년 12월 21일 인천 유나이티드 FC에서 김봉길의 후임 감독으로 이임생을 내정하였다. 하지만 전임 김봉길 감독과의 매끄럽지 못한 결별을 본 이임생은 인천의 감독을 맡지 않겠다고 선언하여 인천의 제의를 거절했다.
그 뒤 중국 선전 FC의 감독에 취임하였으나 얼마 가지 못했고, 2016 시즌을 앞두고 박태하 감독의 부름을 받아 연변 FC의 수석 코치로 취임했다.

2017년부터 2018년까지 기술발전위원장으로 선임되어 잠시 행정가로 일했다.
2018 시즌 후, 서정원의 후임으로 수원의 5대 감독으로 선임되었다.
그러나 데얀 등과 사이가 좋지 않은 모습을 보여 주었고 2019시즌과 2020시즌에 걸쳐 수원 삼성이 좋지 못한 경기력을 보여주면서 수원 팬들의 질타를 받았다. 결국 성적 부진으로 2020년 7월 16일에 수원 삼성의 감독에서 전격 사퇴했다.

## 수상 내역

### 개인
- 1998년 K-리그 베스트 11 선정
- 1999년 프로축구 빅스포상 12월 빅스포 수상
- 2000년 K-리그 베스트 11 선정

### 클럽

#### 유공 코끼리 / 부천 SK
- K-리그 준우승 2회 (1994년, 2000년)
- 아디다스 컵 우승 2회 (1994년, 1996년)
- 아디다스 컵 준우승 1회 (1998년)
- 필립모리스 컵 준우승 1회 (1998년)
- 대한화재 컵 우승 1회 (2000년)

### 감독

#### 수원 삼성 블루윙즈
- FA컵 우승 1회 (2019년)